# Graptemys gibbonsi
Graptemys gibbonsi är en sköldpaddsart som beskrevs av Jeffrey E. Lovich och Clarence John McCoy 1992. Arten ingår i släktet Graptemys och familjen kärrsköldpaddor. IUCN kategoriserar Graptemys gibbonsi globalt som starkt hotad. Inga underarter finns listade i Catalogue of Life.
Arten lever enbart i floden Pascagoula och dess bifloder Leaf och Chickasawhay i södra Mississippi.
Graptemys gibbonsi är flodlevande och återfinns i stora till mellanstora floder, där det finns gott om stockar och grenstumpar att sola sig på, sandbankar att lägga ägg på och rikligt med blötdjur. Sköldpaddorna föredrar klart vatten och förorenade vatten samt saltvatten undviks tydligt.
Hanar och mindre honor livnär sig främst på insekter medan större honor äter mestadels sniglar och musslor.